# 卡萨普罗塔
卡萨普罗塔（義大利語：Casaprota），是意大利列蒂省的一个市镇。总面积14.55平方公里，人口771人，人口密度53.0人/平方公里（2009年）。ISTAT代码为057011。